# Elvira Madigan (1967)
Elvira Madigan  är en svensk film från 1967 i regi av Bo Widerberg.

## Handling

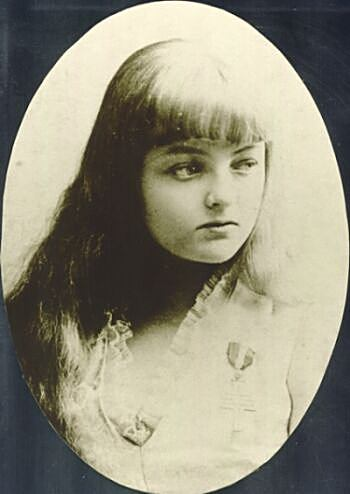
Den riktiga Elvira Madigan.

Handlingen bygger på ett verkligt drama. Det är berättelsen om den omöjliga kärleken mellan den dansk-norska lindanserskan Elvira Madigan och den äldre, gifte, svenske kavallerilöjtnanten Sixten Sparre. Tillsammans rymmer de till Danmark men pengarna tar snart slut. Tragedin fullbordas på ön Tåsinge där Sixten skjuter dem båda med sin revolver.

## Om filmen
Filmen var en nyinspelning av Åke Ohbergs filmatisering av Elvira Madigan (1943). Bo Widerberg valde den då 16-åriga Pia Degermark, som han sett på ett fotografi i en veckotidning, och skådespelaren Thommy Berggren för rollerna som Elvira och Sixten. Filmen spelades in på Jordberga slott i Skåne.
Mozarts Pianokonsert nr 21 i C-dur (KV 467) är filmens ledmotiv. Detta stycke kallas därför ibland även Elvira Madigan.

## Rollista (i urval)
- Pia Degermark - Elvira Madigan (Hedvig Jensen), cirkusdansös
- Tommy Berggren - Löjtnant Sixten Sparre
- Lennart Malmer - Kristoffer, Sixtens vän
- Cleo Jensen - Cleo, kokerskan
- Nina Widerberg - Cleos dotter
- Yvonne Ingdahl - Elvira Madigans röst